# Emrah Tekin
Emrah (bürgerlich Emrah Tekin; geboren am 6. September 1989) ist ein deutscher Webvideoproduzent.

## Leben
Tekin ist türkischer Herkunft und wuchs in Peine in der Nähe von Hannover auf. Nach dem Abitur studierte er nach eigenen Angaben für einige Jahre Ingenieurswesen, gab jedoch das Studium für seine YouTube-Karriere auf.
Emrah startete seinen YouTube-Kanal am 4. Mai 2011; allerdings erschien sein erstes Video erst am 9. Januar 2012. Seine Videos handelten hauptsächlich von Lifehacks und Lebenstipps oder waren Faktenvideos. Ein bekannter Running Gag war seine Begrüßung, bei der er sich zu Beginn des Videos aus verschiedenen Winkeln zusammenschnitt und die Worte „Hi, hi, hi, hi, hi and welcome, and welcome, hi!“ sprach. Emrah war beim Netzwerk Mediakraft Networks aktiv. Sein erfolgreichstes Video mit dem Titel 10 Coole PIZZA Lifehacks hatte über acht Millionen Aufrufe.
Anfang 2016 erregte Emrah besondere Aufmerksamkeit, als die Zahl seiner Abonnenten binnen eines Jahres von 33.000 auf über eine Million anstieg. Damit hatte er im Jahr 2015 das höchste Abonnentenwachstum auf YouTube.
Emrah trat mehrmals im Fernsehen auf und präsentierte dort Inhalte aus seinen Videos. Er war unter anderem auf RTL und bei TV Total auf ProSieben zu sehen.
Nachdem Emrah 2021 die Produktion neuer Videos eingestellt hatte, gab er seinen YouTube-Kanal mit zuletzt über zwei Millionen Abonnenten im Laufe des Jahres 2022 auf und zog sich vorübergehend aus der Öffentlichkeit zurück. Am 26. März 2024 meldete er sich mit einem neuen Video auf YouTube zurück und gab an sich eine mentale Auszeit genommen zu haben und wieder aktiv zu werden.

## Songs
Tell Me That You Love Me
Emrah veröffentlichte am 9. Dezember 2016 den Song Tell Me That You Love Me. Das offizielle Musikvideo hat über 6 Millionen Aufrufe (Stand: Juni 2020).
Chemie
Er brachte am 18. August 2017 den Song Chemie raus. Das offizielle Musikvideo hat über 1,3 Millionen Aufrufe (Stand: Juni 2020).